# Matt Hedges
Matthew James „Matt” Hedges (ur. 1 kwietnia 1990 w Rochester) – amerykański piłkarz występujący na pozycji środkowego obrońcy, od 2024 zawodnik Austin FC.

## Kariera klubowa
Hedges wychowywał się w mieście Carmel w stanie Indiana. Pochodzi ze sportowej rodziny – jego ojciec był golfistą, matka grała w koszykówkę, zaś siostra w piłkę nożną. Treningi piłkarskie rozpoczynał w juniorskim zespole Indy Burn Eagles, z którym pięciokrotnie sięgnął po mistrzostwo stanu – Indiana State Cup. Równocześnie uczęszczał do Carmel High School, z którym w 2006 roku również wywalczył tytuł mistrza stanu w szkolnych rozgrywkach, pełnił tam również rolę kapitana. W późniejszym czasie studiował na Butler University w Indianapolis i z powodzeniem reprezentował barwy uczelnianej drużyny Butler Bulldogs. W 2009 roku został wybrany do NSCAA All-America Second Team, dwa razy z rzędu został wybrany najlepszym obrońcą uniwersyteckich rozgrywek Horizon League (2009, 2010). Następnie przeniósł się na University of North Carolina w Chapel Hill, w stanie Karolina Północna. W barwach tamtejszego North Carolina Tar Heels w 2011 roku wygrał ligę uniwersytecką NCAA Division I. Sam został natomiast wybrany do najlepszej jedenastki rozgrywek – NCAA 1st Team All America, a także został najlepszym obrońcą konferencji ACC. Równocześnie grał w ekipie Reading United na czwartym szczeblu rozgrywkowym – Premier Development League.
W styczniu 2012 Hedges został wybrany w ramach MLS SuperDraft (z jedenastego miejsca) przez FC Dallas. W Major League Soccer zadebiutował 5 kwietnia 2012 w wygranym 1:0 spotkaniu z New England Revolution, szybko zostając podstawowym środkowym obrońcą zespołu. Premierowego gola w najwyższej klasie rozgrywkowej strzelił natomiast 23 maja tego samego roku w przegranej 1:2 konfrontacji z Chicago Fire. Już dwa lata później został wybrany przez szkoleniowca Óscara Pareję nowym kapitanem drużyny, najmłodszym w historii klubu. W sezonie 2015 zajął z Dallas pierwsze miejsce w konferencji zachodniej, a sam został wybrany do najlepszej jedenastki rozgrywek – MLS Best XI. W sezonie 2016 ponownie uplasował się z drużyną na pierwszym miejscu w zachodniej konferencji, zdobywając trofeum Supporters' Shield, a także triumfował w rozgrywkach pucharu Stanów Zjednoczonych – U.S. Open Cup. On sam drugi rok z rzędu znalazł się w MLS Best XI, a także otrzymał nagrodę MLS Defender of the Year dla najlepszego obrońcy ligi.

## Kariera reprezentacyjna
W seniorskiej reprezentacji Stanów Zjednoczonych Hedges zadebiutował za kadencji selekcjonera Jürgena Klinsmanna, 8 lutego 2015 w wygranym 2:0 meczu towarzyskim z Panamą. W lipcu 2017 został powołany przez Bruce'a Arenę na Złoty Puchar CONCACAF, podczas którego rozegrał dwa z sześciu możliwych spotkań (obydwa w wyjściowym składzie). Amerykanie – pełniący wówczas rolę gospodarzy – triumfowali natomiast w rozgrywkach Złotego Pucharu, pokonując w finale Jamajkę (2:1).